# Umbrete
Umbrete település Spanyolországban, Sevilla tartományban. Umbrete Sanlúcar la Mayor, Espartinas, Bollullos de la Mitación, Benacazón és Aznalcázar községekkel határos. Lakosainak száma 9394 fő (2024).

## Népesség
A település népessége az elmúlt években az alábbi módon változott:
| Lakosok száma | 4982 | 5372 | 6779 | 7698 | 8390 | 8608 | 8695 | 8894 | 9253 | 9394 |
|               | 2001 | 2004 | 2007 | 2009 | 2012 | 2014 | 2017 | 2019 | 2022 | 2024 |